# Erlangen-Höchstadt
Erlangen-Höchstadt là một huyện ở bang Bayern, Đức. Huyện này giáp các huyện (từ phía nam theo chiều kim đồng hồ): Fürth, Neustadt (Aisch)-Bad Windsheim, Bamberg, Forchheim và Nürnberger Land, and by the cities of Nuremberg và Erlangen. Thành phố Erlangen không thuộc huyện này nhưng lại là thủ phủ hành chính của huyện.
Huyện đã được lập năm 1972 thông qua việc sáp nhập các huyện cũ Erlangen và Höchstadt.
Sông chính chảy qua huyện là sông Regnitz chảy qua thành phố Erlangen. 

## Thị xã và đô thị
| Thị xã                                       | Đô thị | |
| -------------------------------------------- | --- | --- |
| 1. Baiersdorf 2. Herzogenaurach 3. Höchstadt | 1. Adelsdorf 2. Aurachtal 3. Bubenreuth 4. Buckenhof 5. Eckental 6. Gremsdorf 7. Großenseebach 8. Hemhofen 9. Heroldsberg 10. Heßdorf 11. Kalchreuth | 1. Lonnerstadt 2. Marloffstein 3. Möhrendorf 4. Mühlhausen 5. Oberreichenbach 6. Röttenbach 7. Spardorf 8. Uttenreuth 9. Vestenbergsgreuth 10. Wachenroth 11. Weisendorf |